# Bangladesh Television
Bangladesh Television, nota anche con l'acronimo BTV (bengali: বাংলাদেশ টেলিভিশন), è l'ente televisivo pubblico del Bangladesh.
Trasmette dalla capitale Dacca in bengali e in inglese.

## Storia
Finanziata principalmente tramite il canone televisivo, l'azienda iniziò le trasmissioni in bianco e nero come Pakistan Television in quello che all'epoca era il Pakistan orientale, il 25 dicembre 1964, dall'edificio DIT Bhaban.
Inizialmente trasmetteva per 4 ore al giorno.
Nel 1972, dopo l'indipendenza del Paese dal Pakistan, l'organizzazione da autonoma passò completamente sotto il controllo del governo locale, venendo ribattezzata "Bangladesh Television".
Tre anni dopo, uffici e studi furono spostati a Rampura Thana, un quartiere di Dacca.
Le trasmissioni a colori iniziarono nel 1980 con il programma Desher Gaan, prodotto da Selim Ashraf.
Grazie ai 17 ripetitori attivi sul territorio nazionale, il segnale viene ricevuto da circa 2.000.000 di televisori.

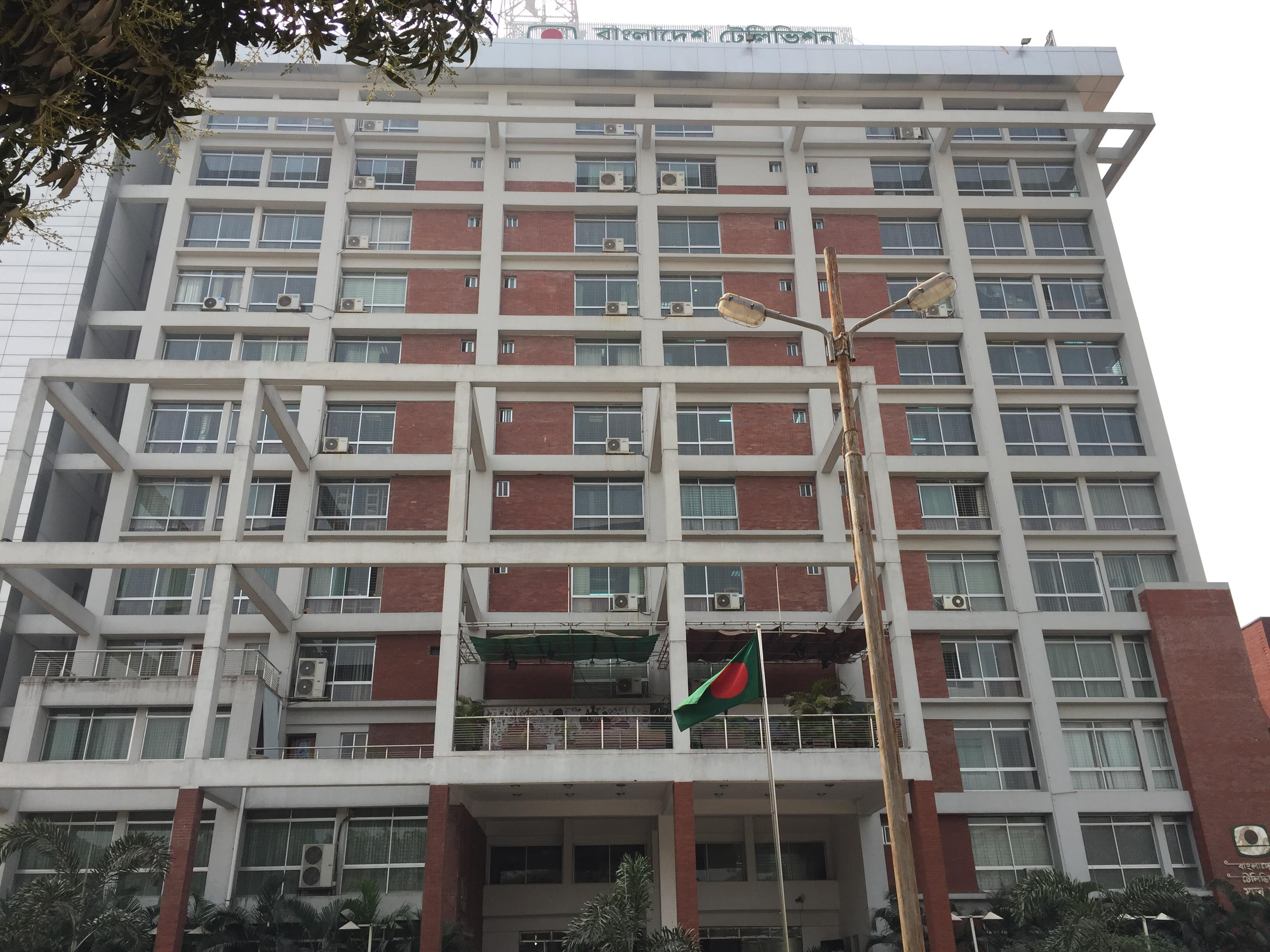
Sede amministrativa di Bangladesh Television.

BTV ha una rete nazionale trasmessa dalla capitale Dacca e diffusa su tutto il territorio nazionale tramite ripetitori locali nelle principali città dello Stato; ha, inoltre, una rete regionale a Chittagong, che trasmette programmi locali la sera.
A metà degli anni novanta la rete nazionale iniziò a trasmettere i programmi d'informazione di BBC e CNN, mentre nel 2004 fu inaugurato il canale internazionale satellitare BTV World.
BTV, nonostante abbia prodotto diversi programmi vincitori di premi, è stata spesso accusata di essere portavoce del governo in carica e di produrre programmi di intrattenimento di scarsa qualità. La prima serie televisiva autoprodotta fu Natun Bari, che andò in onda nel periodo 1973-1974.

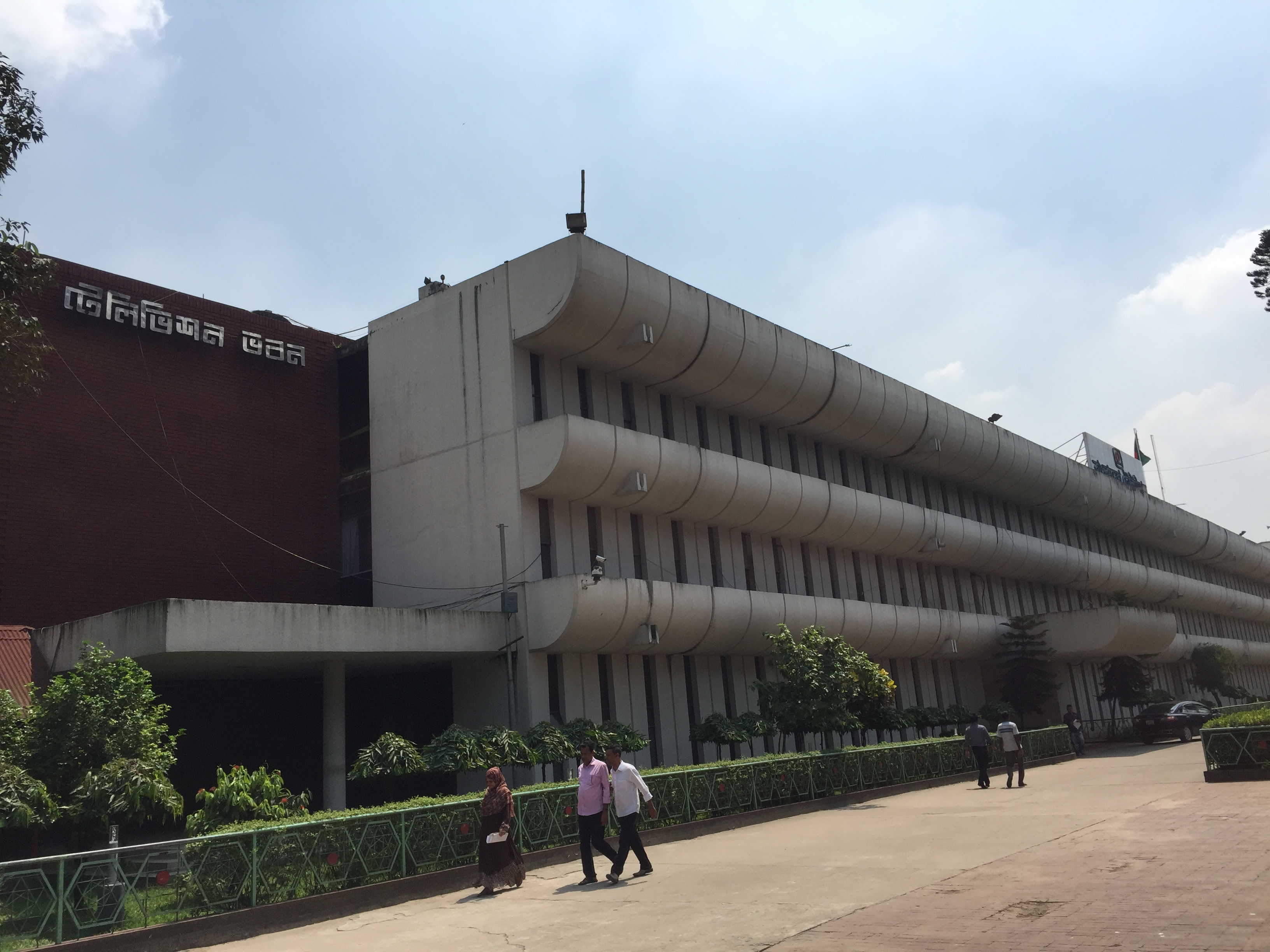
Area interna al complesso di Bangladesh Television.

Il primo sceneggiato di BTV, Ektala Dotala, scritto da Munier Choudhury, fu trasmesso nel 1965, mentre nel 1979 Fazle Lohani creò Jodi Kichhu Mone Na Koren, un magazine ispirato a quello condotto da David Frost sulla BBC. La prima competizione televisiva per ragazzi, Notun Kuri, iniziò nel 1976, mentre nove anni prima andò in onda la prima pubblicità, per il sapone 707. Nel 1994 BTV trasmise la prima autoproduzione, il gioco Prachir Periye, diretto da Atiqul Haque Chowdhury, della durata di un'ora.

## Programmi

### Produzioni nazionali
- Ain Adalat
- Jodi Kichhu Mone Na Koren
- Ittyadi
- Bohubrihi
- Ayomoy
- Songsoptok
- Shomoyer Kotha
- Mati O Manush
- Sisimpur
- Notun Kuri
- Kothao Keu Nei
- Aaj Robibar
- Nokkhotrer Raat
- BTV National Debate
- Meena
- BTV 50 Years Celebration
- Tri Rotno
- Sokal Sondhya
- Ei Shob Din Ratri
- Ayna

### Programmi esteri
Dai tardi anni ottanta ai tardi anni duemila BTV trasmise molti programmi internazionali, tra cui programmi per ragazzi, cartoni animati e molte serie televisive britanniche; i programmi in inglese non venivano doppiati a scopo didattico.
Alcuni programmi trasmessi:
- A-Team
- A Disney Christmas Gift
- Amazon
- Alif Laila
- Balki e Larry - Due perfetti americani
- Banane in pigiama
- Brum
- Bionic Six
- Capitan Planet e i Planeteers
- Casa Keaton
- Gli Orsetti del Cuore
- Godzilla: The Series
- Hawaii Squadra Cinque Zero
- Hercules
- I giustizieri della notte
- I predatori dell'idolo d'oro
- I Puffi
- I segreti di Twin Peaks
- I tre marmittoni
- Il mago
- Il Santo
- Kenshin - Samurai vagabondo
- Kung Fu
- L'isola misteriosa
- L'uomo da sei milioni di dollari
- La donna bionica
- La ragazza del futuro
- Le nuove avventure di Robin Hood
- Lois & Clark - Le nuove avventure di Superman
- MacGyver
- Miami Vice
- Mortal Kombat: Conquest
- Mowgli, il libro della giungla
- Mr. Bean
- Nel regno delle fiabe
- Oshin
- Ocean Girl
- Peter Pan
- Pianeta Terra - Cronaca di un'invasione
- Picchiarello
- Picchiarello (serie animata)
- Professione pericolo
- Raven
- Ripley's Believe It or Not!
- Re Babar
- RoboCop (film 1987)
- RoboCop (serie televisiva)
- Sceriffi delle stelle
- Selvaggio west
- Sinbad
- Sky Trackers
- Spellbinder
- Spenser
- Supercar
- Team Knight Rider
- Tartarughe Ninja
- Tesoro, mi si sono ristretti i ragazzi
- The Bill Cosby Show
- The Crystal Maze
- The Lost World
- The Miraculous Mellops
- The New Adventures of Jonny Quest
- The Real Ghostbusters
- The Sword of Tipu Sultan
- Thundercats
- Thunder in Paradise
- Time Trax
- Tom & Jerry
- Ude ni oboe ari
- Un giustiziere a New York
- X-Files

## Servizi

### Televisione
| Nome           | Sede  | Тipo           | Lancio | Lingua  |
| -------------- | ----- | -------------- | ------ | ------- |
| BTV National   | Dacca | generalista    | 1964   | bengali |
| BTV Chattogram | Dacca | locale         |        | bengali |
| BTV World      | Dacca | internazionale | 2004   | bengali |

## Ricezione

### Terrestre
BTV trasmette in standard DVB-T HD.

### Satellite[6]
| Satellite          | Bangabandhu 1                           | Bangabandhu 1                           | Bangabandhu 1                           | Bangabandhu 1                           | G-Sat 15  |
| Posizione orbitale | 119.1° E                                | 119.1° E                                | 119.1° E                                | 119.1° E                                | 93.5° E   |
| Canali             | BTV National, BTV Chattogram, BTV World | BTV National, BTV Chattogram, BTV World | BTV National, BTV Chattogram, BTV World | BTV National, BTV Chattogram, BTV World | BTV World |
| Frequenza          | 4660 V                                  | 4720 H                                  | 10805 V                                 | 11725 V                                 | 11630 V   |
| SR                 | 17500                                   | 30000                                   | 30000                                   | 17500                                   | 30000     |
| FEC                | 4/5                                     | 3/4                                     | 2/3                                     | 3/4                                     | 3/5       |
| Modulazione        | 8PSK                                    | 8PSK                                    | 8PSK                                    | QPSK                                    | 8PSK      |

### Streaming
BTV in streaming